# 1784 год в литературе

## События
- Книга Абрахама фон Франкенберга «Gemma magica, или Магический драгоценный камень…», 1641 года, была переведена с немецкого и вышла в России, в вольной типографии Ивана Владимировича Лопухина[1].
- Первые издания «Зрелище природы и художеств», которое выпускалось Императорской Академией наук в Санкт-Петербурге в период с 1784 по 1790 год.

## Книги
- «Flora rossica» — собрание свода российских растений, составленное Петром Симоном Палласом.
- В декабре вышло немецкое приложение к литературному сборнику еврейского ежемесячного журнала «Ха-Меассеф» (ивр. המאסף‎) для коллекционера, изданного обществом любителей еврейской литературы в Кёнигсберге под руководством Ицхака Авраама Эухеля[2].

### Романы
- «Приключения и испытания юноши Рене» — первый роман, вышедший на словацком языке, писателя Йозефа Игнаца Байзы[3].

## Родились
- 18 июня — Александр Семёнович Хвостов, русский дипломат, военный, писатель и переводчик (ум. 1820).

- 16 июля — Денис Васильевич Давыдов, русский поэт, мемуарист и военный деятель, генерал-лейтенант (ум. 1839).

## Умерли
- 20 марта — Петрос Капанци, армянский поэт, священник и композитор.
- 31 июля — Дени Дидро, французский писатель, философ-просветитель, драматурги энциклопедист (род. 1713).